# Dejavu (倖田來未專輯)
《Dejavu》（實境夢遊）是日本歌手倖田來未的第9張個人原創專輯，收錄《Gossip Candy》、《喜歡，喜歡，喜歡。/唯有你》、《 POP DIVA》，3張A面單曲。

## 解說
- 本張專輯標語為「歡迎來到夢的Wonderland"Dejavu"」。

- 本作為出道第11年的原創專輯，首次收錄高達11首新曲的全新專輯。

- 本次發行型態有「CD ONLY」、「CD+DVD」、「CD+2DVD」三種型式，雙DVD版本不僅收錄音樂錄影帶，更收錄了於2010年7月3、4日於橫濱球場舉辦的兩日限定演唱會「Dream music park」影像。

- 本次音樂錄影帶加拍並收錄了前張翻唱專輯《ETERNITY 曠世情歌 ～Love ＆ Songs～》裡的〈電眼女孩〉、〈BE MY BABY〉兩曲。

- 初回限定盤共通特典封入特設網站的通關密碼與演唱會門票預約用紙，在日本各地的其他店舖依通路不同而有不同特典，有專輯大小的日曆、海報、明信片、塑膠精美包裝盒等等。

- 本張專輯特別使用「專輯介紹單曲」《2011.03.02 9th Album "Dejavu" Pre-Release version》於2月23日開始在唱片行租借給歌迷試聽，收入專輯曲以及音樂錄影帶與橫濱體育場LIVE的剪輯影像。

## 發行版本

### CD ONLY
- CD收錄15曲。

### CD+DVD【通常盤】
※初回生產盤販賣結束才開始販賣，不含演唱會影像。
- CD收錄15曲。
- DVD僅收錄9首音樂錄影帶。

### CD+2DVD【初回限定生產盤】
- CD收錄15曲。
- DVD Disc1收錄9首音樂錄影帶。
- 初回限定盤DVD Disc1&2收錄「Dream music park」演唱會影像（2010.7/3、4＠橫濱球場）。

### 2011.03.02 9th Album "Dejavu" Pre-Release version
- 僅供租借。
- 此為專輯發行前的專輯介紹「單曲」。
- CD收錄4曲。
- DVD收錄音樂錄影帶與演唱會剪輯影像。

## 曲目

### CD
1. Prologue to Dejavu 
作詞：Kumi Koda　作曲：lil' showy
2. POP DIVA
作詞/作曲：lil' showy　
49th單曲，專輯先行單曲
  - 第一興商「LIVE DAM KIVE」廣告曲
3. Lollipop
作詞/作曲：Kumi Koda, Ian Curnow, Julie Morrision, Jane Vaughan
47th單曲
  - 7 Net Shopping 電視廣告曲、music.jp 電視廣告曲、日本電視台「ハッピーMusic」POWER PLAY、索尼愛立信×MTV「Transform Your Xperia™」廣告曲
4. Okay 
作詞：Kumi Koda, HIRO　作曲：HIRO
5. 好想見你（逢いたくて） 
作詞：Kumi Koda　作曲：泉典孝　編曲：泉典孝　弦樂編曲：四家卯大
  - Kracie いち髪 電視廣告曲
6. Passing By 
作詞：Kumi Koda, B. HOWARD　作曲：B. HOWARD
7. AT THE WEEK END 
作詞：Kumi Koda, Hiten Bharadia　作曲：Hiten Bharadia
為49th單曲候補曲
8. Interlude to Dejavu 
作詞：Kumi Koda, lil' showy　作曲：lil' showy
9. Melting 
作詞：Kumi Koda　作曲：森大輔　編曲：田中ユウスケ, Takashi Kondo
  - SOGO ・西武「そごう・西武冬市」廣告曲
10. Hey baby! 
作詞：Kumi Koda　作曲：井上慎二郎　編曲：NAO TANAKA
  - 朝日電視台動畫「蠟筆小新」片頭曲
11. 人生再小小加把勁（ちょい足しLife） 
作詞：Kumi Koda　作曲：中崎英也　編曲：川端良征
  - 朝日電視台「お願い！ランキング」的人氣單元「ちょい足しクッキング」主題曲
12. 唯有你（あなただけが） 
作詞：Kumi Koda　作曲：MARKIE　SiZK（from ★STAR GUiTAR） 編曲：SiZK
48th單曲
  - NHKドラマ10 セカンドバージン主題曲
13. 喜歡，喜歡，喜歡。（好きで、好きで、好きで。）
作詞：Kumi Koda　作曲：杉山勝彦　編曲：井上慎二郎
48th單曲
  - Kracie いち髪 電視廣告曲、music.jp 電視廣告曲
14. Bambi 
作詞/作曲：Kumi Koda, Miriam Nervo, Olivia Nervo, アンデルス・バッジェ, Andreas Carlsson
  - 7 Net Shopping 電視廣告曲
15. I Don't Love You !??
作詞：Kumi Koda　作曲：FAST LANE

### DVD Disc 1 【MUSIC VIDEO&LIVE DVD前篇】

#### MUSIC VIDEO
1. POP DIVA（Album Version）
2. Lollipop
3. 電眼女孩
4. BE MY BABY
5. Bambi
6. Passing By
7. 喜歡，喜歡，喜歡。
8. 唯有你
9. walk ~to the future~

#### LIVE DVD前篇
- 「Dream music park」演唱會影像（2010.7/3、4＠橫濱球場）

1. Outside Fishbowl【第1幕】
2. Lady Go!
3. Butterfly
4. Driving
5. real Emotion 千言萬語
6. Hot Stuff feat.Blistah
7. Lollipop
8. Dance Part
9. Run For Your Life
10. BUT
11. With your smile
12. Lick me♥ 舔我♥【第2幕】
13. SUPERSTAR
14. 戀愛花蕾
15. stay

### DVD Disc 2 【LIVE DVD 後篇】
- 「Dream music park」演唱會影像（2010.7/3、4＠橫濱球場）

1. 愛語【第3幕】
2. Someday
3. You' re So Beautiful
4. I' ll be there
5. Once Again
6. Dance Part
7. Moon Crying
8. 愛之歌
9. Got To Be Real【第4幕】
10. Dance Part
11. ECSTASY remix
12. UNIVERSE
13. No Way
14. you
15. Can We Go Back【第5幕】
16. FREAKY
17. Work It Out!
18. 奔跑!
19. girls
20. Single Medley【ENCORE】
（Shake It Up～Cherry Girl～D.D.D.～It's all Love!～WIND remix～COME WITH ME）
21. 甜心戰士
22. Comes Up
23. walk

## 2011.03.02 9th Album "Dejavu" Pre-Release version

### CD
1. Lollipop
2. 喜歡，喜歡，喜歡。（short ver.）
3. Okay（short ver.）
4. Melting（short ver.）

### DVD
- 橫濱球場演唱會＆音樂錄影帶剪輯影像。

## 外部連結
- 封入密碼特設網站
- 專輯特設網站